# Itanium
Itanium (вимовляється: Ітаніум) — серверний процесор з архітектурою IA-64, розроблений спільно компаніями Intel і Hewlett-Packard. Вперше був представлений 29 травня 2001 року і випущений для корпоративних серверів і високопродуктивних обчислювальних систем. Виробництво оригінального Itanium припинене в липні 2002 року одночасно з виходом Itanium 2. У листопаді 2007 року Intel перейменувала серію процесорів Itanium 2 назад на Itanium. Станом на весну 2011 року процесорам присвоювалися чотиризначні номери, подібно до Intel Xeon.
Системи на базі Itanium були вироблені HP/Hewlett Packard Enterprise (HPE) (у лінійці HPE Integrity Servers) та кількома іншими виробниками. У 2008 році Itanium був четвертим за кількістю поширених мікропроцесорних архітектур для систем корпоративного класу, після x86-64, Power ISA і SPARC.
У лютому 2017 року Intel випустила останнє покоління, Kittson, для тестування, а в травні розпочала постачання у великій кількості. Він використовувався виключно в критично важливих серверах від Hewlett Packard Enterprise.
У 2019 році Intel офіційно оголосила про припинення виробництва сімейства процесорів Itanium 30 січня 2020 року, а поставки — 29 липня 2021 року.

## Історія
У 1989 році HP визначила, що архітектура обчислень зі скороченим набором команд (RISC) наближаються до межі обробки при одній команді за цикл. Дослідники знайшли нову архітектуру, пізніше названу Explicitly Parallel Instruction Computing (EPIC), яка дозволяє процесору виконувати декілька інструкцій за кожен такт. EPIC реалізує форму архітектури дуже довгої машинної команд (VLIW), в якій одна машинна інструкція містить кілька інструкцій. За допомогою EPIC компілятор заздалегідь визначає, які інструкції можна виконувати одночасно, тому мікропроцесор просто виконує інструкції і не потребує складних механізмів, щоб визначити, які інструкції виконувати паралельно. Цей підхід має подвійну мету: забезпечити більш глибоку перевірку коду під час компіляції для виявлення додаткових можливостей для паралельного виконання, а також спростити конструкцію процесора та зменшити споживання енергії, усуваючи потребу в схемах планування часу виконання.
HP вважала, що розробка власних мікропроцесорів для окремих корпоративних систем, таких як вона сама, більше нерентабельна, тому в 1994 році вона співпрацювала з Intel для розробки архітектури IA-64, похідної від EPIC. Intel була готова розробити IA-64, сподіваючись, що отриманий мікропроцесор буде використовуватися більшістю виробників корпоративних систем. HP і Intel ініціювали велику спільну роботу з розробки з метою випуску першого продукту, Merced, у 1998 році.
Новий процесор мав використовувати набір інструкцій з явним паралелізмом (EPIC), в якому компілятор повинен вибудовувати інструкції для паралельного виконання. Були додані можливості для сумісності з застосунками, розробленими як для Intel x86, так і для PA-RISC. Очікувалося, що процесор, що розробляється, домінуватиме на ринку серверів, робочих станцій і можливо навіть настільних ПК, витіснивши архітектуру x86 RISC і комплексних обчислень набору інструкцій (CISC) для всіх додатків загального призначення. Compaq і Silicon Graphics вирішили відмовитися від подальшої розробки архітектур Alpha і MIPS відповідно на користь переходу на IA-64. Передбачалося, що конкуренти Intel, в першу чергу AMD, не зможуть повторити нову архітектуру.
Кілька груп портували операційні системи для архітектури, включаючи Microsoft Windows, OpenVMS, Linux, HP-UX, Solaris, Tru64 UNIX, і Monterey/64. Останні три були скасовані ще до виходу на ринок. У 1997 році стало очевидним, що архітектуру IA-64 і компілятор реалізувати набагато складніше, ніж вважалося спочатку, і терміни доставки Merced почали сповільнюватись.
Intel оголосила офіційну назву процесора Itanium 4 жовтня 1999 року.
Ітаник (англ. Itanic) — глузливе прізвисько, введене публікацією в The Register. Воно нагадує Титанік, назву відомого океанського лайнера, який затонув в 1912 році. Архітектура IA-64 вважається багатьма своєрідною білою вороною, яка коштувала Intel і HP багато мільярдів доларів і не змогла досягти очікуваних продажів в запланований час.

### Itanium (Merced):2001

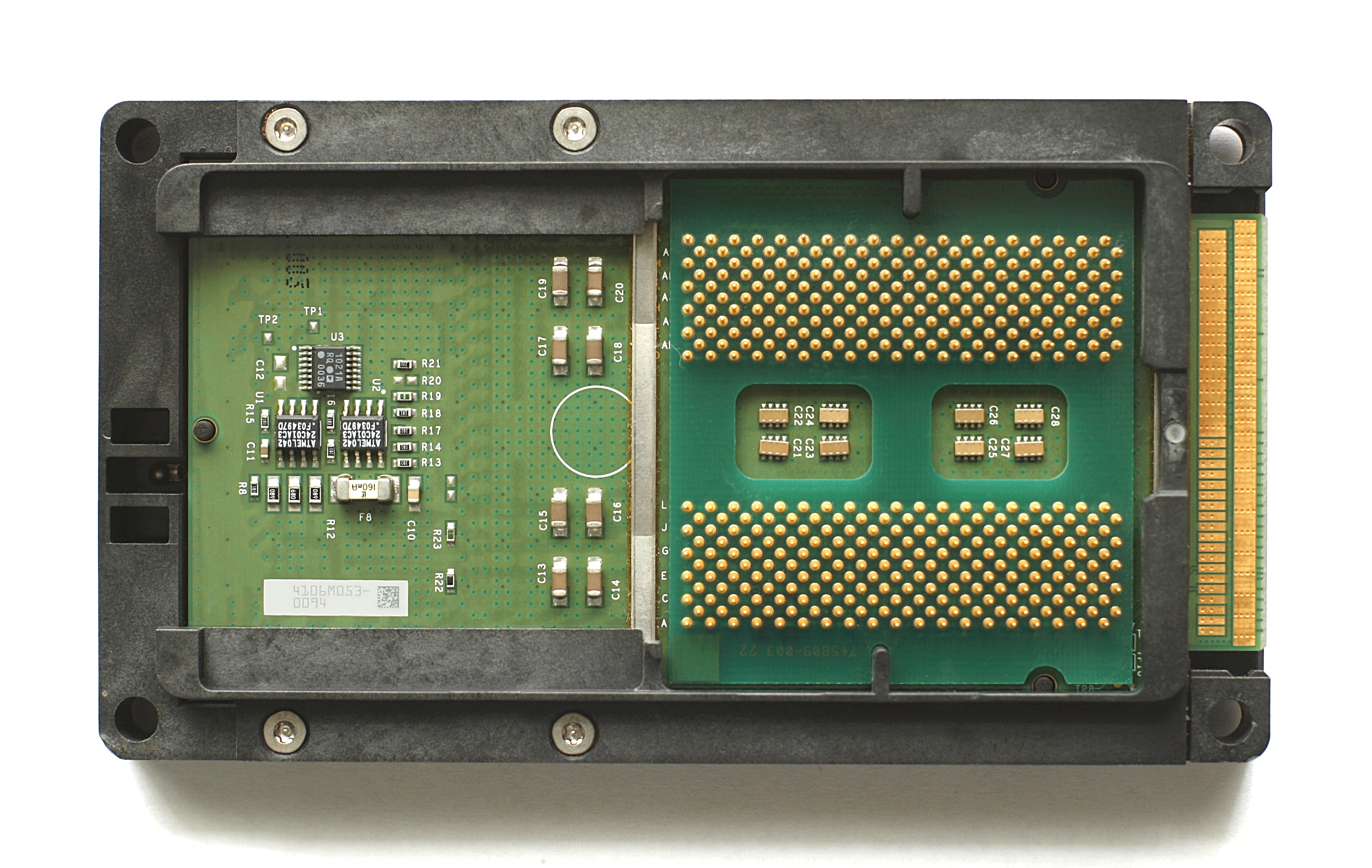
Процесор Intel Itanium

Перше покоління процесорів, що мало кодове ім'я Merced (названий на честь міста поблизу Сан-Хосе, США), було випущене у червні 2001 році. На відміну від усіх наступних поколінь, він міг виробляти чотири цілих чи три речові інструкції за один такт. Вироблений за 180-нм технології з площею кристала в 250 мм², напругою на ядрі 2В і тепловиділенням в 150 Вт, він працював на частотах 733 і 800 МГц з частотою системної шини 266 МГц, кеш-пам'яттю III рівня розміром в 2 або в 4 МБ. Підтримувалися SIMD (англ. Single Instruction Multiple Data)-інструкції MMX та SSE. Розрахований на установку в Slot M та пам'ять SDRAM (PC 100). Коштували процесори від 1200$ до більш ніж 4000$.
На момент випуску Itanium, його продуктивність не перевершувала конкурентні процесори RISC та CISC. Itanium конкурував у низькому класі (в основному з чотирма процесорами та меншими системами) із серверами на базі процесорів x86, а у високому класі — з процесорами IBM POWER та Sun Microsystems SPARC. Intel змінила позиціонування Itanium, щоб зосередитися на ринках високоякісних комп'ютерів і високотехнологічних комп'ютерів, намагаючись дублювати успішний «горизонтальний» ринок x86 (тобто єдина архітектура, кілька постачальників систем). Успіх цієї початкової версії процесора обмежувався заміною PA-RISC в системах HP, Alpha в системах Compaq і MIPS в системах SGI, хоча IBM також поставила суперкомп'ютер на основі цього процесора. Ринкова доля Merced виявилася менш успішною, ніж передбачалася. Основними причинами цього були проблеми з продуктивністю, мала кількість оптимізованого програмного забезпечення і висока ціна. Не зважаючи на те, що процесор міг виконувати інструкції x86, продуктивність такого рішення була значно нижча порівняно з x86-системами від Intel і AMD. Додатковим важливим чинником став колапс ринку доткомів і відповідне йому падіння продажів серверів.

### Itanium 2 (McKinley):2002
Процесор Itanium 2 був випущений в 2002 році і продавався для корпоративних серверів, а не для всієї гами високоякісних обчислень. Перший Itanium 2 під кодовою назвою McKinley був спільно розроблений HP і Intel. Це усунуло багато проблем з продуктивністю оригінального процесора Itanium, які здебільшого були викликані неефективною підсистемою пам'яті. McKinley містить 221 мільйон транзисторів (з яких 25 мільйонів призначені для блоку логіки), розміром 19,5 мм на 21,6 мм (421 мм2) і були виготовлені за 180 нм об'ємним процесом КМОН з шістьма шарами металізації алюмінію. McKinley, як і всі наступні ядра Itanium, може виробляти шість цілих чи дві (чотири при «зачепленні») речових інструкцій за один такт.
Починаючи з McKinley процесори Itanium стали показувати конкурентоспроможні продуктивність та тепловиділення. З проникненням на ринок поступово покращилася підтримка архітектури та ПЗ для неї, що позначилося на значному зростанні продажів, починаючи з 2004—2005 років.
У 2003 році AMD випустила процесор Opteron, який реалізує власну 64-розрядну архітектуру під назвою AMD64. Opteron отримав швидке визнання в корпоративному серверному просторі, оскільки він забезпечував легке оновлення з x86. Під впливом Microsoft у 2004 році Intel реалізувала архітектуру набору інструкцій AMD x86-64 замість IA-64 у своїх мікропроцесорах Xeon, що призвело до створення нового стандарту де-факто для всієї галузі.

### Madison:2003
У тому самому році Intel випустила нового члена сімейства Itanium 2 під кодовою назвою Madison. Madison використовував 130-нм процес, тактова частота починалась від 1,5 ГГц, кеш 3 рівня досягав 6 мб. Розмір кристала був до 374 мм², де вміщувало 410 млн транзисторів, при TDP 130 В. Був основою всіх нових процесорів Itanium, поки в червні 2006 року не було випущено Montecito. Характеристики, очікувані Intel від Madison, дозволяли підняти продуктивність на 50 % в порівнянні з попереднім Itanium 2. Очікувалося, що процесори Madison будуть сумісні з чипами Itanium 2 і апгрейд систем буде досить економним (Itanium 2 коштував 4226 $, перше покоління 4227 $).
Стало відомо, що на ринок буде випущено три модифікації чипа Madison, з різними тактовими частотами та розміром кеша. Madison 9M — топова серія процесора; Deerfield — економічна версія чипа Madison для стійкових серверів..
Спочатку Intel планувала випустити в 2004 процесор Montecito, але затримала його вихід на рік, до 2005 року, вирішивши внести в його архітектуру зміни (нова версія повинна була мати подвійне 64-бітне ядро, виконане за 0,09-мікронної технології). Щоб заповнити порожнечу, викликану відстрочкою виходу процесора під кодовою назвою Montecito, у своєму плані випуску процесорів Intel заявив про новий процесор під кодовою назвою Madison 9M.
Продуктивність Itanium 2 Madison 9M, сумісного з процесорними роз'ємами і чипсетами HP zx1 і sx1000 середніх і старших моделей серверів серії HP Integrity (rx7620-16, rx8620-32 і найпотужніший, HP Superdome — 8 до 1) — 51,9 терафлопс на частоті 1,6 ГГц (проти 42,7 терафлопс процесорів SGI). До середини 2005 року на платформу Intel Itanium 2 очікувалося переведення серверів HP NonStop. Річний обсяг ринку RISC-систем, із якими конкурують сервери серії HP Integrity, оцінюється аналітиками IDC приблизно 20 млрд $..
До цієї ж серії планувався випуск lower-end-рішення для двохпроцесорних систем з низьким номіналом напруги живлення..
Замовлення на Itanium 2 Madison 9M, що випускалися за 130-нм техпроцесом, приймалися до 16 листопада, а останні партії планувалося відвантажити не пізніше 16 лютого 2008 року. При цьому ОЕМ-версії були доступні до 21 травня 2010..

### Montecito:2006
Перший двохядерний Itanium (кодове ім'я Montecito) був випущений фірмою Intel у липні 2006 року, як Itanium 2 9000. Intel та її партнери обіцяють збільшення продуктивності процесора в 2 рази, в той же час зниження енергоспоживання приблизно на 20 % у порівнянні з одноядерним попередником. Судячи з перших опублікованих тестах продуктивності схоже, що в основному ці заяви підтверджуються.
Щоб максимально ефективно використати понад 100 мільйонів транзисторів в ядрі Montecito, Intel у 90-нм техпроцесі вирішила додати сьомий металевий шар та технологію «розтягування кремнію».
Очікувалося, що кожне процесорне ядро матиме власний кеш першого, другого і третього рівня, при цьому сумарний обсяг кеш-пам'яті складе не менше 18 МБ на корпус, а весь конструктив міститиме близько 1 млрд транзисторів.
З випуском Montecito очікувався дебют нової технології внутрішньої «розподільної» (англ. «arbiter») шини (системного загальнопроцесорного інтерфейсу з пропускною здатністю до 6,4 Гб/с та продуктивністю до 400 млн транзакцій в секунду), призначеної для керування двома та більш процесорними ядрами у єдиному корпусі. За словами представників Intel, застосування такої шини дозволить подвоїти обсяг кеш-пам'яті, що підтримується кожним процесором.
Офіційний план випуску процесорів Intel включає двохядерні процесори наступного покоління, проведені по 65-нм технологічному процесу (Montecito проведений за 90-нм технологією) і два майбутніх чотирьохядерних процесора. Варто відзначити, що один або більше з цих процесорів будуть проведені з використанням 45-нм технологічного процесу.

### Montvale:2007
Випуск серії Itanium 2 9100 (кодове ім'я Montvale, ядро — Montecito, техпроцес — 90 нм, вихід на ринок очікувався в кінці 2007 року, заміна в 2008 році 4- та 8-ядерним Tukwila (65-нм)) Intel почала в листопаді 2007 року. На травень 2009 року був запланований випуск Tukwila, його спадкоємця, але дата знову виправлена випуском версії для збирачів систем, запланованим на перший квартал 2010 року.

### Tukwila:2010
У березні 2005 року Intel анонсував роботи над новим процесором Itanium з кодовим ім'ям Tukwila, представлення якого було заплановано на 2007 рік. Tukwila має чотири процесорні ядра і замінить шину процесора Itanium новою, Common System Interface, яка також використовуватиметься процесорами Xeon. Через рік, Intel перенесла терміни початку відвантаження процесорів Tukwila замовнику на 2008 рік.
Серія процесорів Itanium 9300, що отримала кодове ім'я Tukwila, представлена 8 лютого 2010 року.
Процесор виробляється за 65 нм технології, містить чотири ядра, до 24 МБ кешу на кристалі процесора, підтримує технологію Hyper-Threading та має інтегрований контролер пам'яті. Реалізовано виправлення помилок, що виникають під час циклів обміну пам'яттю. Також у процесорі Tukwila реалізована підтримка нової процесорної шини QPI, що є серйозним проривом для побудованих на базі Itanium систем. Пікова міжпроцесорна продуктивність становить 96 ГБ/сек, пікова продуктивність підсистеми пам'яті 34 ГБ/сек. Спільно з QuickPath, процесор містить інтегрований контролер пам'яті та інтерфейс пам'яті безпосередньо використовує інтерфейс QPI для прямого доступу до інших процесорів та контролерів введення-виводу (англ. I/O hubs). QuickPath використовуваний також у процесорних мікроархітектур Intel Nehalem, роблячи ймовірним той факт, що процесори Tukwila і Nehalem зможуть використовувати один чипсет. Tukwila об'єднає чотири диспетчери пам'яті, кожен з яких через окремі контролери пам'яті підтримує безліч модулів пам'яті DDR3 DIMM, подібно до процесора Xeon, що виходить на ринок, з кодовим ім'ям Beckton, заснованому на ядрі Nehalem..
Перший у світі мікропроцесор, що містить 2 мільярди транзисторів.

### Poulson:2012
Процесор Itanium серії 9500 під кодовою назвою Poulson, наступник процесорів Tukwila, був випущений 8 листопада 2012 року. За даними Intel, вона пропускає 45-нм техпроцес і використовує 32-нм техпроцес. Він має вісім ядер і має 12-широкий випуск архітектури, покращення багатопотокової роботи та нові інструкції для використання переваг паралелізму, особливо у віртуалізації. Розмір кешу Poulson L3 становить 32 МБ. Розмір кешу L2 становить 6 МБ, 512 І КБ, 256 Д КБ на ядро. Розмір матриці становить 544 мм², що менше, ніж у його попередника Tukwila (698,75 мм²) (698.75 mm²)..
На ISSCC 2011 компанія Intel представила документ під назвою «Процесор Itanium із 32 нм 3,1 мільярда транзисторів із 12 широкими випусками для критично важливих серверів»". З огляду на історію розкриття Intel подробиць про мікропроцесори Itanium на ISSCC, ця стаття, швидше за все, ця стаття, найімовірніше. посилався на Poulson. Аналітик Девід Кантер припустив, що Poulson використовуватиме нову мікроархітектуру з більш просунутою формою багатопотокової обробки, яка використовує до двох потоків, щоб підвищити продуктивність для однопотокових і багатопоточних робочих навантажень. Деяка інформація була також оприлюднена на конференції Hot Chips. Інформація представляла вдосконалення багатопотокової роботи, покращення стійкості (Intel Instruction Replay RAS) і кілька нових інструкцій (пріоритет потоку, цілі інструкції, попередня вибірка кешу та підказки щодо доступу до даних).
У сповіщенні Intel про зміну продукту (PCN) 111456-01 перераховано чотири моделі ЦП Itanium серії 9500, які пізніше було вилучено в переглянутому документі. Пізніше частини були внесені в базу даних Intel про декларацію матеріалів (MDDS). Ще пізніше Intel опублікувала довідковий посібник для Itanium 9500.

### Kittson:2017
Чутки про наступника Poulson (кодове ім'я Kittson) почали поширюватися в 2012—2013 роках. Спочатку це було пов'язано з майбутнім скороченням 22 нм процесу, а пізніше було переглянуто через зниження продажів Itanium до менш амбітного 32 нм вузла. У квітні 2015 року Intel, хоча вона ще не підтвердила офіційні специфікації, підтвердила, що продовжує працювати над проектом. Тим часом агресивно багатоядерна платформа Xeon E7 витіснила рішення на основі Itanium у дорожній карті Intel.
Intel офіційно випустила сімейство процесорів Itanium серії 9700 11 травня 2017 року. Примітно, що Kittson не має покращень мікроархітектури порівняно з Poulson, лише вищі тактові частоти.
Intel оголосила, що серія 9700 стане останнім виробленим чипом Itanium.
Моделі процесорів:
| Номер процесора | Ядра | Потоки | Частота  | Кеш   |
| --------------- | ---- | ------ | -------- | ----- |
| 9720            | 4    | 08     | 1.73 GHz | 20 MB |
| 9740            | 8    | 16     | 2.13 GHz | 24 MB |
| 9750            | 4    | 08     | 2.53 GHz | 32 MB |
| 9760            | 8    | 16     | 2.66 GHz | 32 MB |

## Ринкові тенденції
Загальна виручка від Itanium потроїлася з 2003—2004, досягнувши $1,4 млрд в 2004 році і $2,4 млрд в 2005. Учасники Itanium Solution Aliance стверджують, що загальні доходи від продажів систем на основі Itanium складають приблизно 58 % загальних доходів від продажів Sun SPARC і приблизно 33 % загального доходу від продажів IBM Power 2.
У порівнянні з сімейством серверних процесорів Xeon, Itanium ніколи не був продуктом великого обсягу для Intel. Intel не повідомляє виробничі цифри. Один галузевий аналітик підрахував, що у 2007 році темп виробництва становив 200 000 процесорів на рік.
За даними Gartner Inc., загальна кількість серверів Itanium (не процесорів), проданих усіма постачальниками в 2007 році, становила близько 55 000. (Незрозуміло, чи враховуються кластерні сервери як один сервер чи ні.) Це для порівняння з 417 000 RISC-серверів (розповсюджених серед усіх постачальників RISC) і 8,4 мільйонів серверів x86. IDC повідомляє, що загалом з 2001 по 2007 рік було продано 184 000 систем на базі Itanium. Що стосується комбінованого ринку систем POWER/SPARC/Itanium, IDC повідомляє, що POWER отримав 42 % доходу, а SPARC — 32 %, тоді як дохід систем на основі Itanium досяг 26 % у другому кварталі 2008 року. За словами аналітика IDC, у 2007 році на HP припадало приблизно 80 % доходу від систем Itanium. За даними Gartner, у 2008 році на HP припадало 95 % продажів Itanium HP's Itanium system sales were at an annual rate of $4.4Bn at the end of 2008, and declined to $3.5Bn by the end of 2009,. Наприкінці 2008 року продажі системи HP Itanium становили 4,4 мільярда доларів на рік, а до кінця 2009 року вони знизилися до 3,5 мільярда доларів у порівнянні зі зниженням доходу від систем UNIX для Sun на 35 % і падінням на 11 %. IBM із збільшенням доходу від серверів x86-64 на 14 % за цей період.
У грудні 2012 року IDC опублікувала дослідницький звіт, в якому зазначено, що поставки серверів Itanium залишаться незмінними до 2016 року, а щорічні поставки становлять 26 000 систем (зниження більш ніж на 50 % порівняно з поставками в 2008 році).

## Апаратна підтримка

### Система
Архітектуру Itanium підтримує велику кількість виробників серверів, включаючи Bull, Fujitsu, Fujitsu Siemens Computers, Hitachi, HP, NEC, SGI і Unisys. Ці виробники приєдналися до Intel і безлічі розробників ПЗ для створення Itanium Solutions Alliance, з метою просування архітектури і прискорення темпів портування ПЗ. Проте, провідні виробники серверів, окрім HP, мало або зовсім не зацікавлені в Itanium. IBM і Dell, які якийсь час продавали системи на основі Itanium, більше цим не займаються, а Sun ніколи не продавала системи на основі Itanium, оскільки сконцентрована на платформах SPARC і AMD64. Fujitsu Siemens Computers пропонувала тільки одну лінійку 16/32-процесорних серверів PRIMEQUEST на базі Itanium/Itanium 2. До 2006 року HP виготовила щонайменше 80 % усіх систем Itanium і продала 7200 у першому кварталі 2006 року. Основну частину проданих систем становили корпоративні сервери та машини для великомасштабних технічних обчислень із середньою ціною продажу за систему понад 200 000 доларів США. Типова система використовує вісім або більше процесорів Itanium.
Продавці Itanium зосереджувалися на вдосконаленні багатопроцесорних серверів для роботи з даними, що часто змінюються, в критично важливих комерційних і технічних застосуваннях. Системи на основі Itanium просувалися як відкрита, стандартна для промисловості альтернатива RISC і мейнфрейм системам, вироблюваним IBM і Sun, хоча процесор Itanium розроблений, проведений і продається виключно Intel. Зараз системи на основі Itanium представлені починаючи від 2-х процесорних серверів і blade-серверів до 512-ти процесорних з 128 Тб загальної пам'яті, що розділяється.
Компанія Platform Solutions пропонує системи на основі Itanium сумісні з операційною системою IBM z/OS (а також з Linux і Windows). Таким чином, це перше за багато років не проведене IBM апаратне забезпечення з'явилося на ринку мейнфреймів. Компанія заявляє, що з новим двохядерним Itanium їхні системи можуть досягти продуктивності такої, що задовольняє вимогам z/OS більш ніж на
90 %.
До 2015 року лише HP постачала системи на основі Itanium. Після поділу HP наприкінці 2015 року системами Itanium (під торговою маркою Integrity) обслуговує Hewlett-Packard Enterprise (HPE), а в 2017 році воно має серйозне оновлення (Integrity i6 і HP-UX 11i v3 Update 16). HPE також підтримує кілька інших операційних систем, включаючи Windows до Server 2008 R2, Linux, OpenVMS і NonStop. Itanium не піддається впливу Spectre і Meltdown.

### Чипсет
Шина Itanium підключається до решти системи через чипсет. Виробники корпоративних серверів розрізняють свої системи, розробляючи і розробляючи набори мікросхем, які взаємодіють між процесором з пам'яттю, взаємоз'єднаннями та периферійними контролерами. Набір мікросхем є серцем архітектури системного рівня для кожної системи. Розробка чипсета коштує десятки мільйонів доларів і являє собою велике зобов'язання щодо використання Itanium. IBM створила чипсет у 2003 році, а Intel — у 2002 році, але жодна з них не розробила набори мікросхем для підтримки нових технологій, таких як DDR2 або PCI Express.
У лютому 2003 року Hewlett-Packard анонсувала масштабований чипсет sx1000, який дозволяє здійснювати високошвидкісний обмін даними між процесорами, пристроями введення-виводу та пам'яттю по 128-розрядній системній шині Itanium 2. Крім Madison/Deerfield0 8800 та PA-8900 самої Hewlett-Packard. Максимальний розмір оперативної пам'яті, що підтримується цим чипсетом, може теоретично дорівнювати 2 Тб, а число процесорів, що підтримуються, — 128. Застосування — сервера Hewlett-Packard середнього і вищого рівня випуску другої половини 2003 року. Крім того, Микола Зезюлінський, менеджер російського представництва Hewlett-Packard по роботі з партнерами, повідомив, що згідно з планом компанії з розвитку серверних систем, Itanium стане єдиним сімейством ЦП і на нього планується поступово перевести всі 64-розрядні сервери.
Модель процесора Itanium «Tukwila» була розроблена для використання спільнmvого чипсета з процесором Intel Xeon EX (процесор Intel Xeon, розроблений для чотирьох процесорів і більших серверів). Метою було оптимізувати розробку системи та зменшити витрати для виробників серверного обладнання, багато з яких розробляють сервери на базі Itanium і Xeon. Однак у 2013 році ця мета була відсунута, щоб її «оцінити для майбутніх можливостей реалізації».[68]

## Програмна підтримка
Зараз Itanium підтримується 10 операційними системами, включаючи Windows і різні дистрибутиви Linux і UNIX, під якими більше 8000 додатків написано під Itanium і доступні для роботи (за станом на червень 2006). Intel стверджує, що протягом 12 місяців доступна кількість ПЗ зросла в 2 рази. Підтримка архітектури помітно покращала в порівнянні з попередніми роками, коли брак ПЗ була серйозним недоліком архітектури.
Intel пропонує безплатний набір бібліотек для програмування під Itanium.
Компанією HP розроблений власний програмний симулятор роботи процесорів архітектури IA-64 під назвою Ski.

### Microsoft Windows
- Windows XP,
- Windows 2000
- Windows Server 2003
- Windows Server 2008
- Windows Server 2008 R2

### UNIX
- HP-UX
- Tru64 UNIX

### OpenVMS
- Підтримка OpenVMS додана в 2003 році.

### NonStop OS
- ОС NonStop від HP також працює на Itanium.

### Linux
- Ядро Linux і багато дистрибутивів GNU/Linux працюють на Itanium. Наприклад, Debian, Red Hat Enterprise Linux, SUSE Linux Enterprise Server і версії від SGI пропоновані з її серверами Altix. У січні 2002 року було створено співтовариство Gelato.org для підтримки і просування Linux на Itanium. Intel і інші члени співтовариства Itanium Solutions Alliance працюють над оптимізацією компіляторів для застосунків під Linux.

### BSD
- FreeBSD працює на Itanium починаючи з версії 5.0.
- NetBSD (порт рівня II, який «являє собою незавершену роботу з перенесення NetBSD на сімейство процесорів Itanium. Наразі офіційного випуску немає».)

### Інші
- Sun розробляла версію ОС Solaris для Itanium, але робота над нею була припинена в 2000 році. Проте компанія Transitive представила розроблений нею програмний бінарний транслятор, який дозволяє запускати застосунки, написані під Solaris на Itanium серверах під управлінням Linux, без жодних змін початкового або об'єктного коду. При цьому, як затверджує компанія, продуктивність програмного забезпечення, написаного під Solaris на Itanium системах вище, ніж на найшвидших системах SPARC.
- IBM і SCO працювали над портуванням AIX на Itanium в рамках проекту Монтерей, але він так ніколи офіційно не був представлений. Проте IBM портувала DB2 і багато іншого ПЗ на Itanium для роботи під управлінням HP-UX, і судячи по заявах HP роботи по портуванню продовжуються.

Відразу після виходу Itanium почалося портування деяких застосувань для роботи з тривимірною анімацією (таких як Maya), але випуск 64-бітових систем з набором інструкцій x86 виявився привабливішим для незалежних розробників ПЗ, завдяки зворотній сумісності з вже наявними x86 версіями ПЗ і, внаслідок цього, більшість починань з портування на IA-64 були припинені. Областю, в якій Itanium все-таки довів свою привабливість, стало ПЗ для тривимірного рендерінга. Одним з таких застосувань є VG Studio Max від Volume Graphics.

## Технічні переваги

Архітектура Intel Itanium

Itanium був спеціально розроблений для високої ефективності паралельних обчислень, для досягнення високої продуктивності без збільшення частот. Ключові переваги архітектури Itanium:
- Виконання 6 інструкцій за 1 цикл.
- Збільшені обчислювальні ресурси ядра: 256 регістрів (128 цілочисельних, 128 для чисел з рухомою комою) і 64 предикативні регістри.
- Великий кеш: 24 МБ у двоядерної версії (по 12 МБ на ядро), що надає дані кожному ядру з швидкістю до 48 ГБ/с.
- Великий адресний простір: 50-бітова адресація фізичної пам'яті / 64-бітова адресація віртуальної пам'яті.
- Маленьке, енергоефективне ядро: оскільки функції розпаралелювання передали від Itanium до компілятора, в ядрі зменшили кількість транзисторів.

## Технічні проблеми
Перша версія процесора під кодовим ім'ям Merced (названий на честь міста поблизу Сан-Хосе, США) поступила в продаж в червні 2001 року. Проведений по 180 нм технології з площею кристала в 25мм², напругою на ядрі 2 В і тепловиділенням в 150 Вт, він працював на частотах 733 Мгц і 800 Мгц і частотою системної шини 266 Мгц, кеш-пам'яттю 3-го рівня розміром в 2 МБ або в 4 МБ. Підтримувалися SIMD (англ. Single Instruction Multiple Data) інструкції MMX і SSE. Розрахований на установку в Slot M і пам'яті SDRAM (РС 100). Коштували чипи від $1200 до більш ніж $4000.
У режимі IA-64, це був найшвидший процесор для обчислень з рухомою комою, що є на ринку. У той же час в цілочисельних обчисленнях він лише трохи перевершував процесори рівної частоти з системою команд x86. При виконанні ж неоптимізованого під Itanium програмного коду для x86, його продуктивність була в 8 разів менше, ніж у x86 процесорів на тій же частоті. Програмна емуляція системи команд x86 працює швидше, що демонструє Itanium 2, який показує продуктивність неоптимізованого під Itanium програмний коду, порівнянну з x86 процесорами на тій же частоті.
Головним структурним недоліком перших версій Itanium були великі затримки (латентність) кеш-пам'яті 3-го рівня. Інженери Intel ймовірно сподівалися, що велика пропускна спроможність шини нового процесора компенсуватиме цей недолік, але затримки були настільки великі, що це дійсно уповільнювало роботу кешу аж до рівня, коли він був не набагато швидшим ніж ОЗП. Через відносно невеликий розмір кешу 1-го і 2-го рівнів (32 КБ і 96 КБ відповідно) це могло привести до підвищеного навантаження на системну шину.
Спочатку процесор планували випустити в 1998—1999 роках. Але тривалі затримки проекту і конкуренція, що посилилася, з боку AMD на ринку x86 процесорів привели до того, що Itanium застарів ще до його надходження в продаж. Таким чином, Itanium був неконкурентноспроможним вже після випуску в 2001 році, хоча цього могло б не трапитися якби він був випущений двома роками раніше, як і планувалося.

## Суперкомп'ютери
Найпродуктивнішою обчислювальною системою на основі процесорів Intel Itanium був NOW-кластер Titan від IBM, що розташовувався в Національному центрі високопродуктивних застосувань, в США. Суперкомп'ютер містив 320 процесорів Intel Itanium (800 Мгц) і, володіючи максимальною продуктивністю Rmax = 677,9 Gigaflops, знаходився в списку 500 найпродуктивніших комп'ютерів з листопада 2001 року по червень 2003-го.

## Процесори
| Кодове ім'я          | Процес  | Дата       | Частота        | L2 кеш/ ядро           | L3 кеш/ МП | Bus               | чипів/ МП | ядер/ чип | Вт/ МП  | Коментарі |
| Itanium              | Itanium | Itanium    | Itanium        | Itanium                | Itanium    | Itanium           | Itanium   | Itanium   | Itanium | Itanium |
| -------------------- | ------- | ---------- | -------------- | ---------------------- | ---------- | ----------------- | --------- | --------- | ------- | --- |
| Merced               | 180 нм  | 2001-06    | 733 MHz        | 096 KB                 | none       | 266 MHz           | 01        | 01        | 116     | 2 MB off-die L3 cache                                                                                                |
| Merced               | 180 нм  | 2001-06    | 800 MHz        | 096 KB                 | none       | 266 MHz           | 01        | 01        | 130     | 4 MB off-die L3 cache                                                                                                |
| Itanium 2            |         |            |                |                        |            |                   |           |           |         | |
| McKinley             | 180 нм  | 2002-07-08 | 900 MHz        | 256 KB                 | 01.5 MB    | 400 MHz           | 01        | 01        | 130     | HW branchlong |
| McKinley             | 180 нм  | 2002-07-08 | 1 GHz          | 256 KB                 | 03 MB      | 400 MHz           | 01        | 01        | 130     | HW branchlong |
| Madison              | 130 нм  | 2003-06-30 | 1.3 GHz        | 256 KB                 | 03 MB      | 400 MHz           | 01        | 01        | 130     | |
| Madison              | 130 нм  | 2003-06-30 | 1.4 GHz        | 256 KB                 | 04 MB      | 400 MHz           | 01        | 01        | 130     | |
| Madison              | 130 нм  | 2003-06-30 | 1.5 GHz        | 256 KB                 | 06 MB      | 400 MHz           | 01        | 01        | 130     | |
| Madison              | 130 нм  | 2003-09-08 | 1.4 GHz        | 256 KB                 | 01.5 MB    | 400 MHz           | 01        | 01        | 130     | |
| Madison              | 130 нм  | 2004-04    | 1.4 GHz        | 256 KB                 | 03 MB      | 400 MHz           | 01        | 01        | 130     | |
| Madison              | 130 нм  | 2004-04    | 1.6 GHz        | 256 KB                 | 03 MB      | 400 MHz           | 01        | 01        | 130     | |
| Deerfield            | 130 нм  | 2003-09-08 | 1.0 GHz        | 256 KB                 | 01.5 MB    | 400 MHz           | 01        | 01        | 062     | Low voltage |
| Hondo                | 130 нм  | 2004-Q1    | 1.1 GHz        | 256 KB                 | 04 MB      | 400 MHz           | 02        | 01        | 260     | 32 MB L4 |
| Fanwood              | 130 нм  | 2004-11-08 | 1.6 GHz        | 256 KB                 | 03 MB      | 533 MHz           | 01        | 01        | 130     | |
| Fanwood              | 130 нм  | 2004-11-08 | 1.3 GHz        | 256 KB                 | 03 MB      | 400 MHz           | 01        | 01        | 062?    | Low voltage |
| Madison              | 130 нм  | 2004-11-08 | 1.6 GHz        | 256 KB                 | 09 MB      | 400 MHz           | 01        | 01        | 130     | |
| Madison              | 130 нм  | 2005-07-05 | 1.67 GHz       | 256 KB                 | 06 MB      | 667 MHz           | 01        | 01        | 130     | |
| Madison              | 130 нм  | 2005-07-18 | 1.67 GHz       | 256 KB                 | 09 MB      | 667 MHz           | 01        | 01        | 130     | |
| Itanium 2 9000 серія |         |            |                |                        |            |                   |           |           |         | |
| Montecito            | 90 нм   | 2006-07-18 | 1.4 GHz        | 256 KB (D)+ 1 MB (I)   | 06–24 MB   | 400 MHz           | 01        | 02        | 104     | Virtualization, Multithread, no HW IA-32                                                                             |
| Montecito            | 90 нм   | 2006-07-18 | 1.6 GHz        | 256 KB (D)+ 1 MB (I)   | 06–24 MB   | 533 MHz           | 01        | 02        | 104     | Virtualization, Multithread, no HW IA-32                                                                             |
| Itanium 2 9100 серія |         |            |                |                        |            |                   |           |           |         | |
| Montvale             | 90 нм   | 2007-10-31 | 1.42– 1.66 GHz | 256 KB (D)+ 1 MB (I)   | 08–24 MB   | 400– 667 MHz      | 01        | 01–2      | 075–104 | Core-level lockstep, demand-based switching                                                                          |
| Itanium 9300 серія   |         |            |                |                        |            |                   |           |           |         | |
| Tukwila              | 65 нм   | 2010-02-08 | 1.33– 1.73 GHz | 256 KB (D)+ 512 KB (I) | 10–24 MB   | QPI with 4.8 GT/s | 01        | 02–4      | 130–185 | A new point-to-point processor interconnect, the QPI, replacing the FSB. Turbo Boost                                 |
| Itanium 9500 серія   |         |            |                |                        |            |                   |           |           |         | |
| Poulson              | 32 нм   | 2012-11-08 | 1.73– 2.53 GHz | 256 KB (D)+ 512 KB (I) | 20–32 MB   | QPI with 6.4 GT/s | 01        | 04–8      | 130–170 | Doubled issue width (from 6 to 12 instructions per cycle), Instruction Replay technology, Dual-domain hyperthreading |
| Itanium 9700 серія   |         |            |                |                        |            |                   |           |           |         | |
| Kittson              | 32 нм   | 2017-05-11 | 1.73– 2.66 GHz | 256 KB (D)+ 512 KB (I) | 20–32 MB   | QPI with 6.4 GT/s | 01        | 04–8      | 130–170 | Нема нововведень Poulson, 5 % вища частота в флагманських моделях                                                    |